# Heiko Schendel
Heiko Schendel (* 1969 in Rostock) ist ein deutscher Schauspieler und Sprecher.

Heiko Schendel als Diener Mager in "Lotte in Weimar"

## Leben
Schendel wuchs im Barnim auf, nach dem Abitur absolvierte er zunächst eine Lehre bei der Deutschen Reichsbahn. Sein Wunsch, Schauspieler zu werden mündete 1992 in einer Schauspielausbildung an Schauspielakademie Heidi Speisser-Wallie in Berlin.
1995 spielte er in den SAT1-Serien Wolffs Revier neben Jürgen Heinrich und Für alle Fälle Stefanie mit. Das ZDF verpflichtete ihn 1996 für die Samstagabendserie Unser Charly. Für die Fahndungsakte stand er 1998 abermals für SAT1 vor der Kamera. Für die Helicops spielte er einen Berliner Anwalt. 1999 im ZDF-Fernsehspiel "move on up". 2002 war er als Schauspieler bei der Gerichtssoap Streit um 3 im ZDF zu sehen. Der Bericht aus Berlin (ARD) zeigte 2002 einen Beitrag über seine Arbeit. 2011 spielte er in einer Folge von SOKO Wismar.
Parallel dazu arbeitete er 1995 bereits an der Landesbühne Niedersachsen Nord u. a. als junger Faust im "Urfaust", des Weiteren 1997 an der Berliner Tribüne (Theater) im Stück Der Regenmacher, zusammen mit Manfred Richter auf der Bühne, und als Bo in "Busstop". An der Komödie Kassel debütierte Schendel 1999 mit dem Schauspiel In anderen Umständen. 2001 gastierte er im Mittsommernachtstraum und Diener zweier Herren im Hexenkesselhoftheater am Spreeufer in Berlin. Im Theater Zerbrochene Fenster spielte Heiko Schendel von 2001 bis 2002 in Eduard II. 2003 war er als Puck (Mittsommernachtstraum) und auch als Balu (Dschugelbuch) in der Eifel zu sehen. 2009 bei den Clingenburg-Festspielen als Klaus Zettel im "Mittsommernachtstraum". Neben Dagmar Frederic ist er in der Spielzeit 2008/2009 in Lotte in Weimar nach Thomas Mann in mehreren Rollen mit dem Fontane-Ensemble im Goethe-Theater Bad Lauchstädt und im Theater im Palais Berlin auf der Bühne zu sehen. Mit Goethe Faust I – Die Gretchentragödie war er bereits Anfang 2008 als Mephisto in diesem Haus zu sehen. Im Sommer 2010 konnte man ihn auf der Freilichtbühne in Waren (Müritz) bei der Müritz-Saga in der Rolle des Samuel Rambow (Text: Roland Oehme) zusammen mit Ute Lubosch erleben. Im Jahr 2013  in "Tote Seelen" von Tschechow. 2014 überzeugte er als Zygmund in "Leben ist Traum" von Calderon de Barca.Seit den 90er Jahren bis in die 2020er Jahre war Schendel auch immer wieder auch im Kleinkunstbereich tätig, u. a. mit Auftritten im Chamäleon-Variete, in der Bar jeder Vernunft oder Kalkscheune, meist mit gespielten Texten von Daniil Charms ( das Festival "JETZT" anlässlich des Dichters Geburtstag beruhte auf seiner Initiative ), sowie Programme mit Texten von Paul Scheerbart oder Friederike Kempner.